# Albert Girard
Albert Girard (Saint-Mihiel, 11 de outubro de 1595 — Leiden, 8 de dezembro de 1632) foi um matemático francês. Estudou na Universidade de Leiden.
Devido à perseguição política aos calvinistas, migrou para a Holanda, na cidade de Leiden.
Como matemático, estudou álgebra, trigonometria e aritmética. Em 1626 publicou um tratado sobre trigonometria contendo as primeiras abreviaturas sen, cos, tag. Também forneceu fórmulas para o cálculo da área do triângulo. Em álgebra, desenvolveu esboços do Teorema Fundamental da Álgebra e traduziu os trabalhos de Simon Stevin, em 1625.